# Château de Villesavin
Le château de Villesavin est un château situé en France sur la commune de Tour-en-Sologne, dans le département de Loir-et-Cher en région Centre-Val de Loire.
Il se trouve plus précisément à 17 km de Blois, 9 km de Chambord et 6 km de Cheverny.
Il fait par ailleurs l'objet d'une inscription au titre des monuments historiques depuis 5 octobre 1928, ainsi que de deux classements depuis 7 mars 1952 et le 10 juillet 1959 et d'une inscription complémentaire d'annexes.
Il compte la plus grande collection au monde d'objets (plus de 1 500) ayant rapport avec le mariage, dans le musée retraçant 100 ans d'histoire.
Les anciennes écuries du château abritent une importante collection de voitures hippomobiles et d'enfants, toutes datées du XIXe siècle.
En 2009, une mini-ferme a été créée par les propriétaires actuels afin de faire découvrir aux enfants la vie des champs, accueillant des chèvres, des moutons, des vaches des lapins, des poules ainsi que des  baudets du Poitou et des carpes dans les bassins du château.

## Historique
Il fut édifié entre 1527 et 1537 par Jean le Breton (v. 1490-1542), seigneur de Villandry et secrétaire des finances du roi François Ier, sur les terres de Villesavin comptant 27 hectares, offertes par ce dernier afin d'y construire sa demeure. Jean le Breton fut chargé par François Ier de la conduite et des paiements des importants travaux de Chambord et lui donna donc le titre de Gouverneur des Travaux du Château. Villesavin fut alors surnommé « La cabane de chantier de Chambord ».
Au XVIIe siècle, Jean Phélippeaux († 1660 ; conseiller du roi Henri IV, maître des Comptes ; frère cadet de Paul et beau-père de Chavigny ; deuxième propriétaire de Villesavin, seigneur aussi de Buzançais et d'Argy), y fait effectuer plusieurs travaux dont les peintures du plafond de la chapelle.
S'ensuivront comtes et marquis comme propriétaires des lieux, avec quelques modifications durant le XIXe siècle. Aujourd'hui[Quand ?], le propriétaire actuel fait partie de la 3e génération de la même famille à occuper les lieux.

## Architecture
Il est inspiré des villas de la Renaissance italienne et les façades font référence au château de Chambord. Le corps de bâtiment principal n'a qu'un seul étage. Les tours rondes que l'on trouvait auparavant, sont remplacées par des pavillons carrés symétriques. On peut y observer les lucarnes traditionnelles du Val de Loire. L'escalier principal se trouve à l'intérieur du corps central.
Il a été inscrit le 5 octobre 1928 puis classé monument historique les 7 mars 1952 et 10 juillet 1959.

### Cour d'honneur
À l'entrée de la cour d'honneur sont bâtis deux pavillons, dont l'un abrite la chapelle. Ses peintures murales datent de la seconde moitié du XVIe siècle.
Au centre de la cour d'honneur se trouve une vasque en marbre de Carrare.

### Colombier
Il date du XVIe siècle.

### Intérieur
À noter :
- Le musée du mariage regroupe des objets relatifs aux noces de 1840 à 1950, dont une collection de 350 globes de mariage[3]
- L'orangerie
- Le musée de voitures hippomobiles et d'enfants
- La salle des gardes
- la chapelle, aux voûtes peintes.

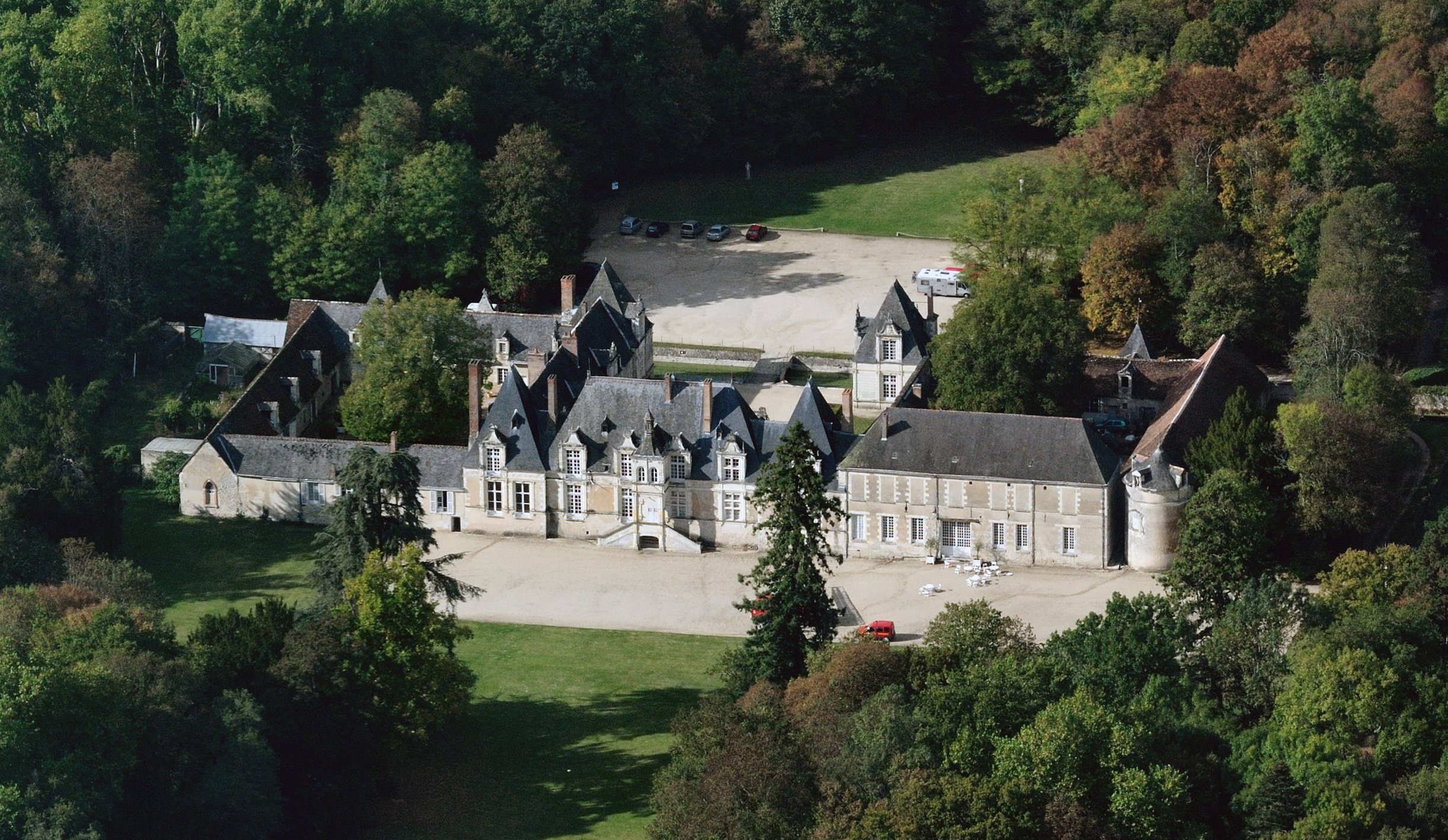
Vue aérienne.
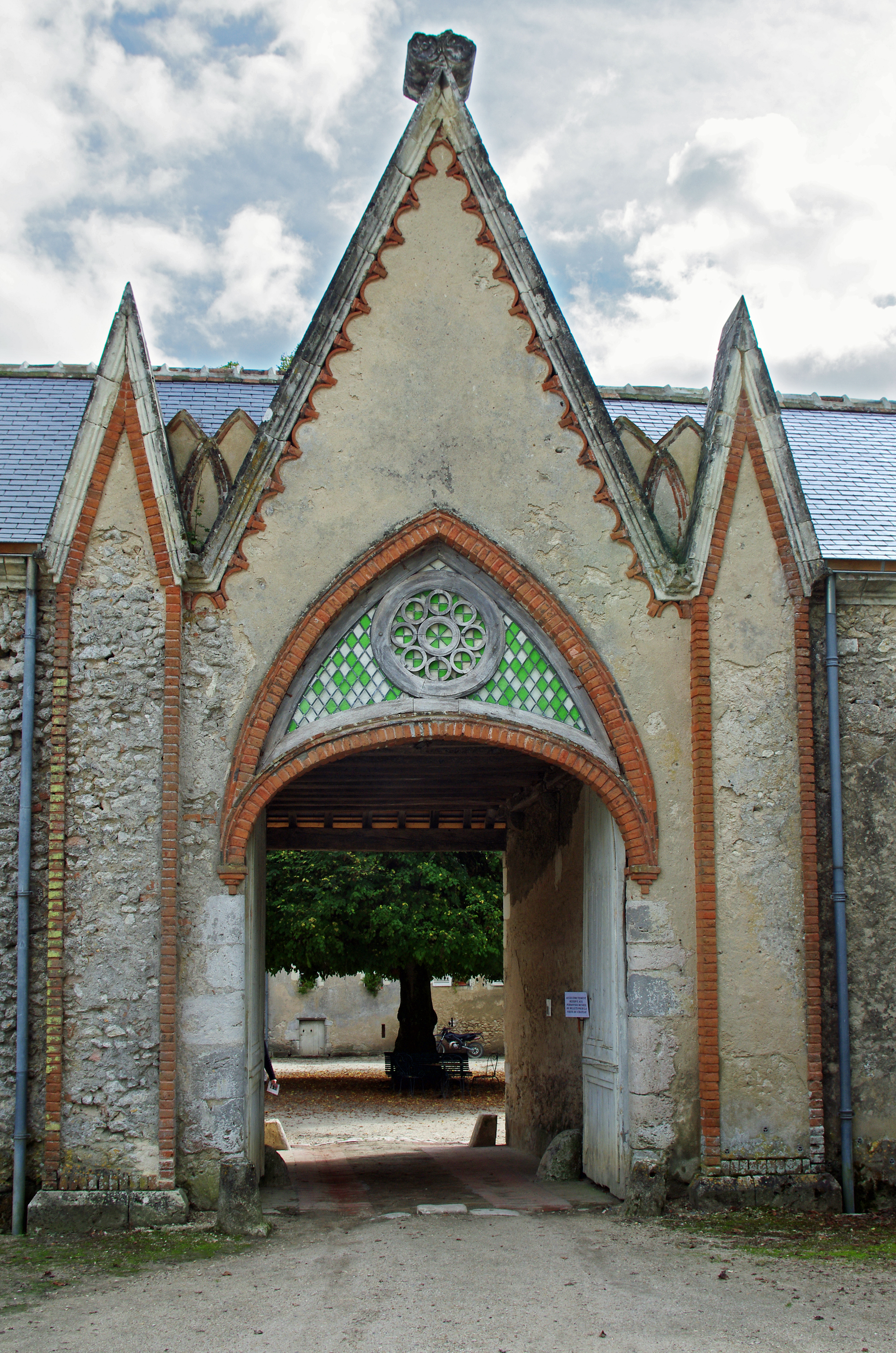
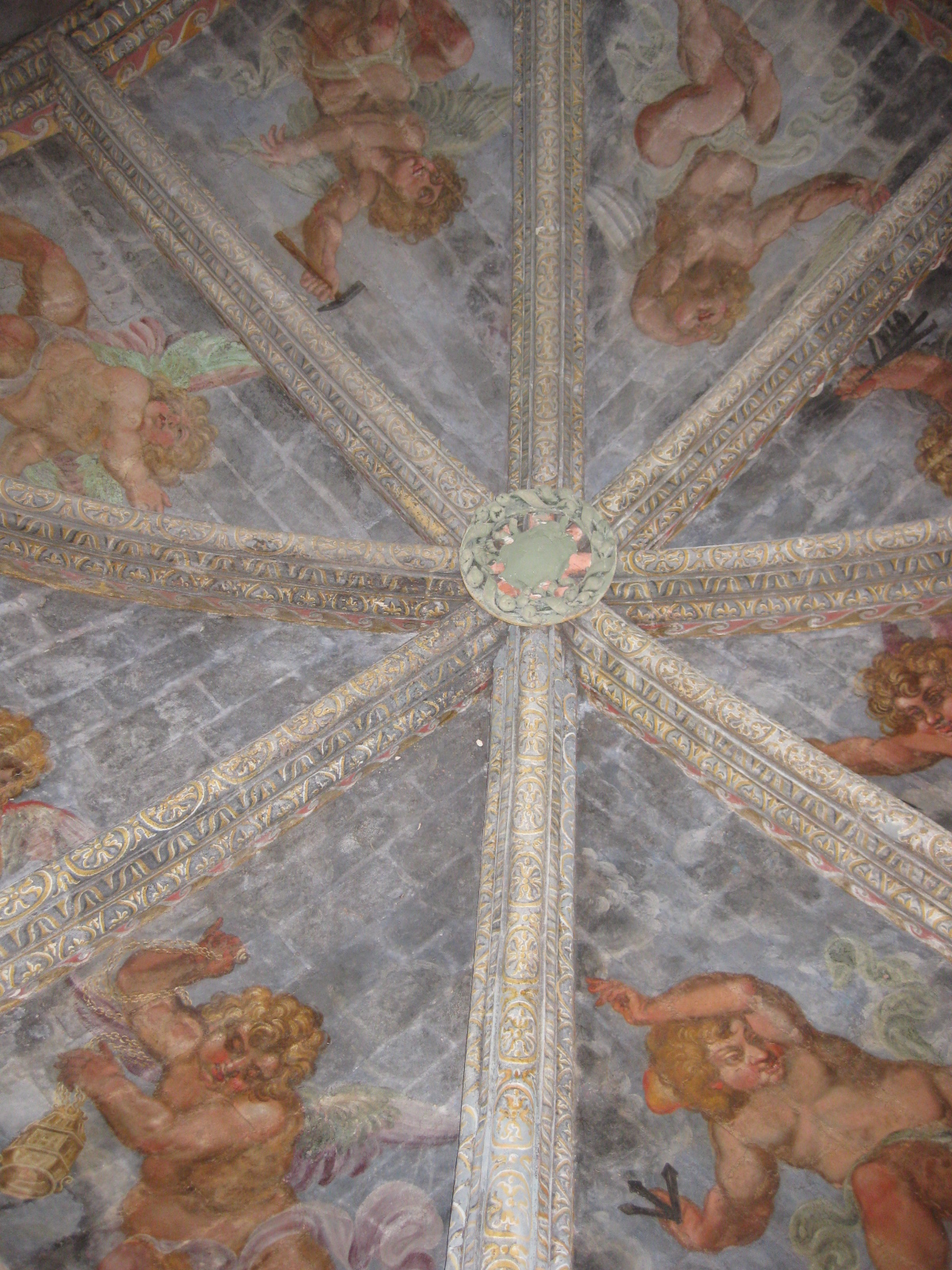
Peintures murales de la chapelle.
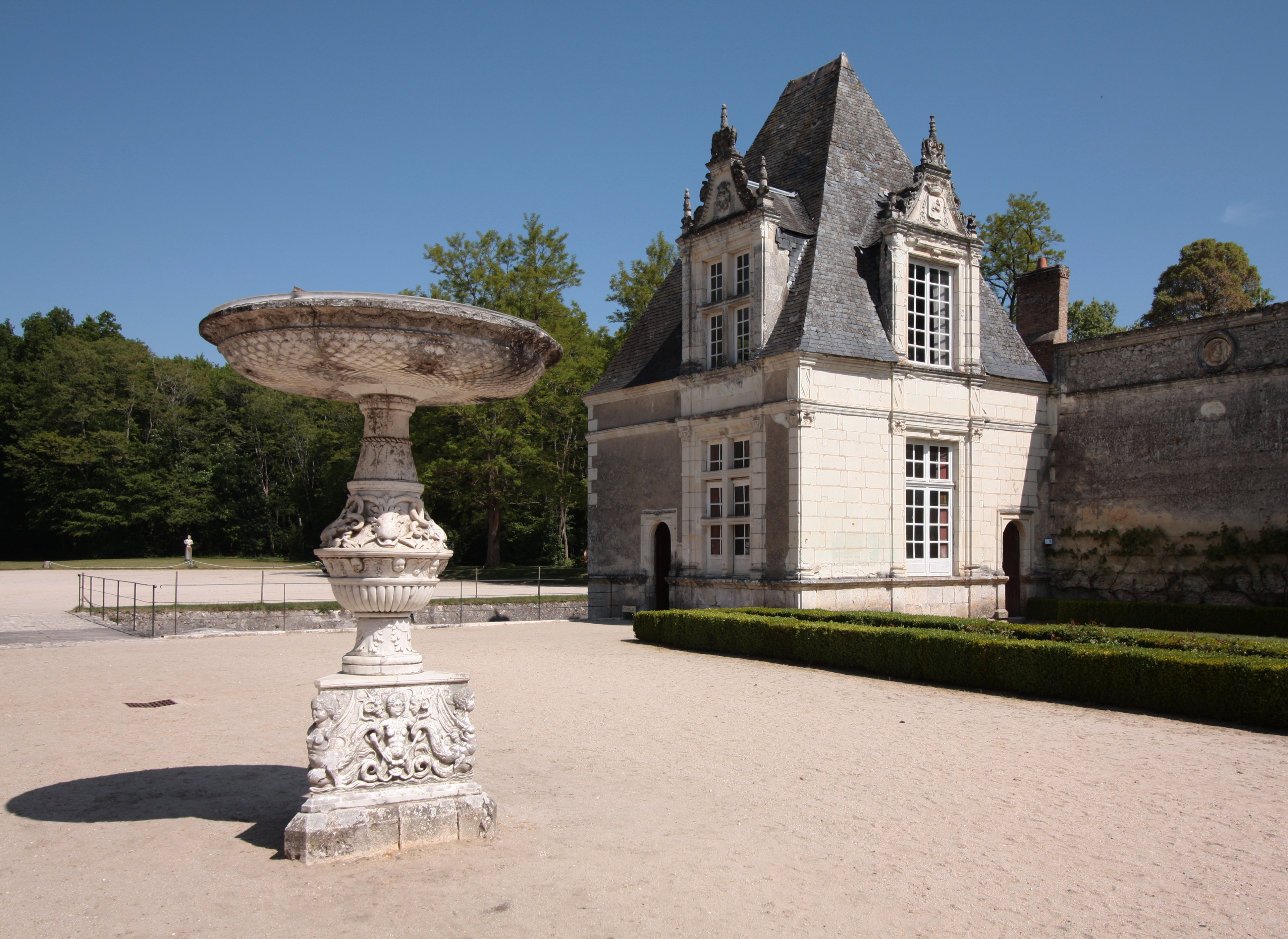
Vasque en marbre de Carrare.
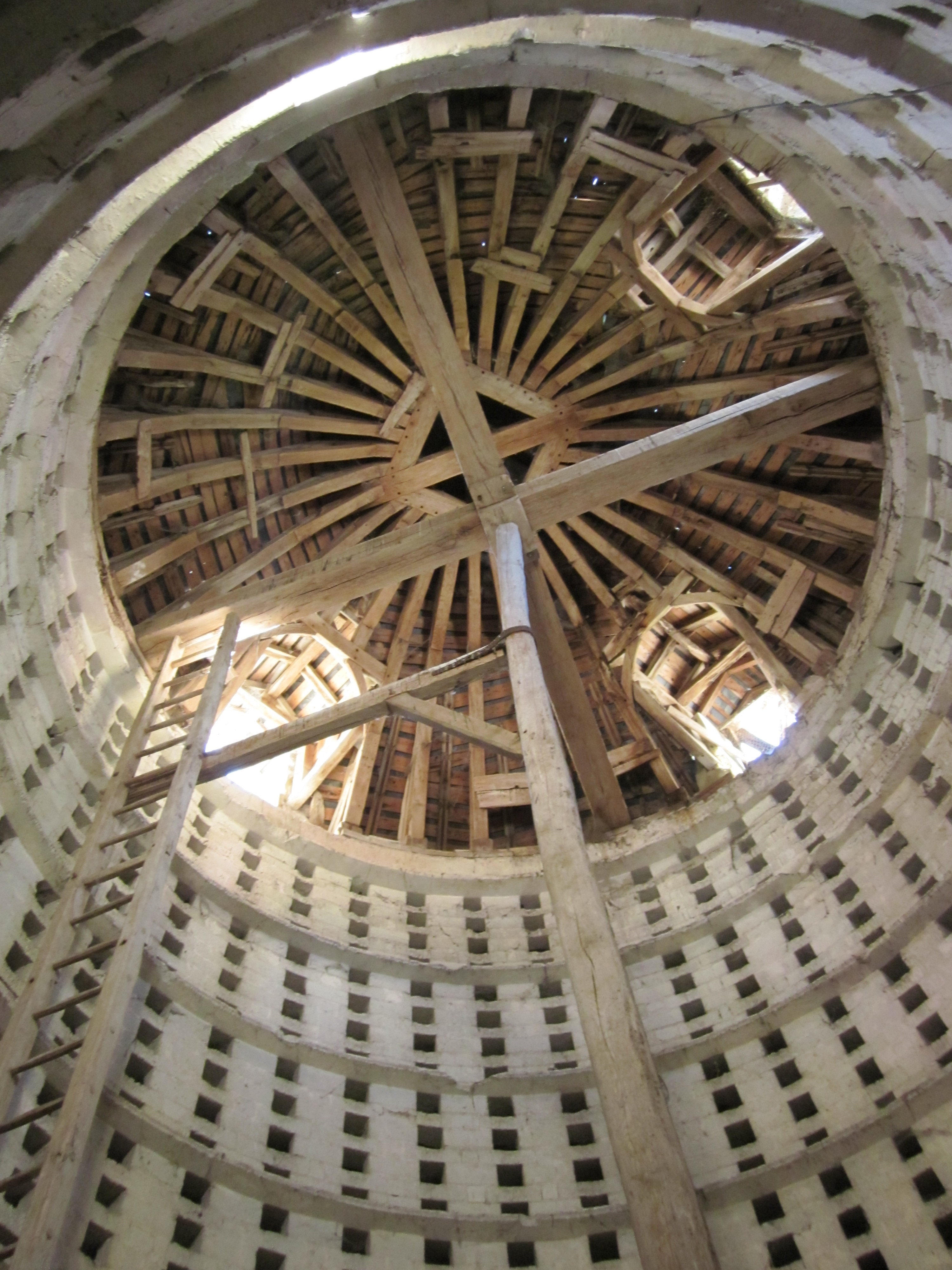
Colombier.